# 土公增六
土公增六，即双鱼座51（51 Psc，土公增六）是双鱼座的一个联星系统，视星等为+5.67，距离地球约264光年。